# Avinyonet del Penedès
Avinyonet del Penedès è un comune spagnolo di 1 262 abitanti situato nella comunità autonoma della Catalogna.